# Spódnica midi

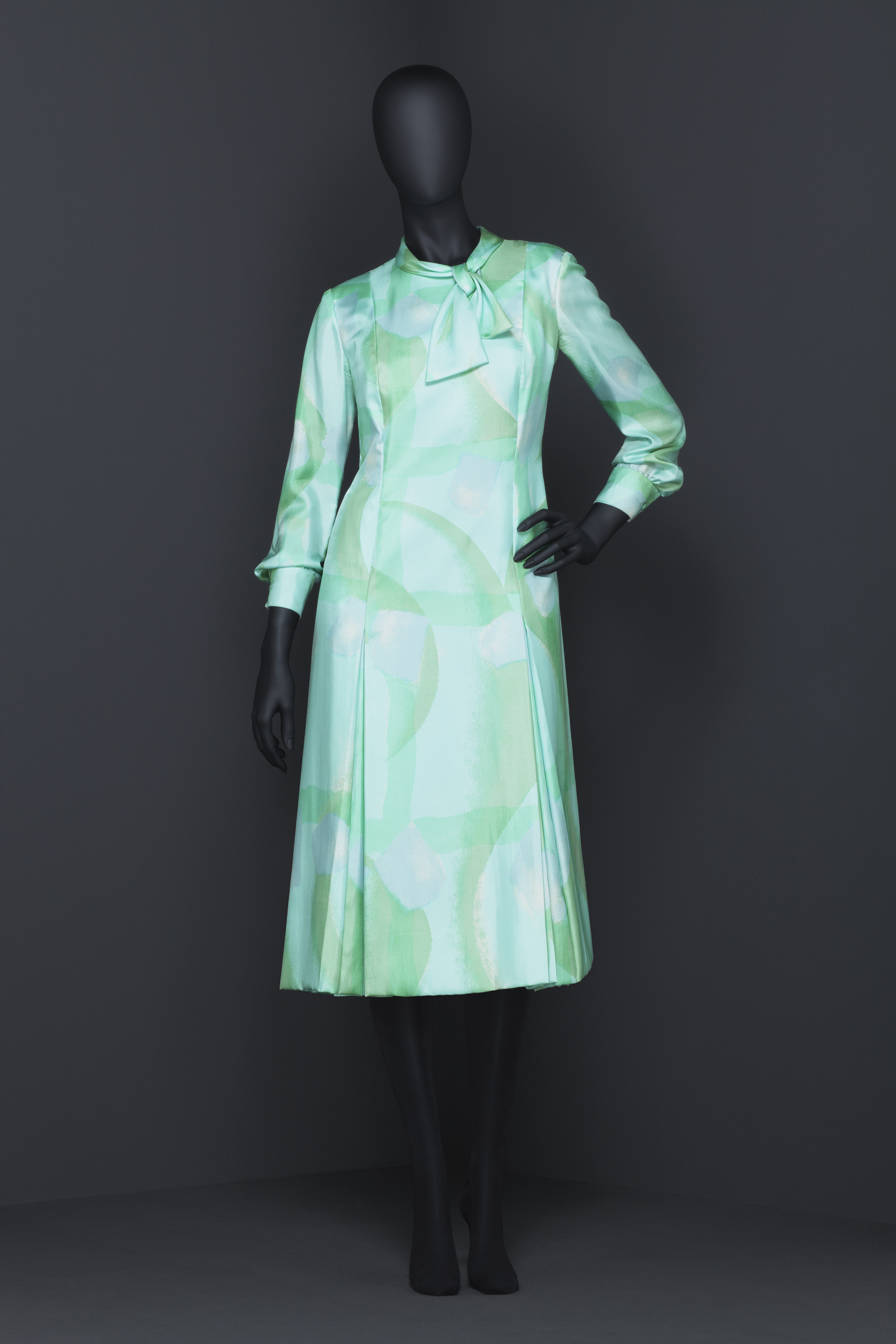
Suknia o długości midi, projekt Guya Laroche’a, ok. 1970 roku

Spódnica midi, midispódnica (ang. midi – od mid- jako skrócenia middle z dodaniem zakończenia -i na wzór mini) – spódnica o średniej długości, kończąca się na dowolnej wysokości nogi poniżej kolana, lecz powyżej kostki, noszona od końca lat 60. XX w. jako jedna z trzech możliwych długości spódnic, obok mini i maksi.
Średnia długość spódnicy, lansowana od roku 1967, została wprowadzona do mody na szeroką skalę, po obu stronach Atlantyku, w 1970 roku, dzięki współpracy projektantów, producentów i sprzedawców. Wtedy też pojawiło się w języku angielskim określenie midi skirt, w języku polskim – spódnica midi lub midispódnica. Zakrywająca uda i kolana spódnica midi stanowiła kompromis pomiędzy seksowną minispódniczką a całkowicie zasłaniającą nogi maksispódnicą. Pomimo intensywnej kampanii reklamowej wiele kobiet nie zaakceptowało nowej długości spódnicy i nie zdecydowało się na zakup spódnic midi. Tym niemniej dłuższe spódnice dominowały w latach 70. XX wieku w modzie, ale spór wokół spódnicy midi sprawił, że projektanci mody zrezygnowali z dalszego dyktowania kobietom jak długa powinna być spódnica.
Spódnica typu midi może występować w różnych fasonach, np. bombka, trapez, kopertowa, ołówkowa, rozszerzająca się od pasa, plisowana, krojona z koła, prosta i klasyczna wąska. W przypadku spódnic najbardziej liczy się ich styl i krój.
Jedni styliści uważają długość spódnicy midi za uniwersalną, odpowiednią na każdą okazję – w której elegancko będzie się prezentować prawie każda kobieta, podczas gdy inni mają o midi mniej pochlebną opinię i twierdzą, że większość typów kobiecych sylwetek niezbyt dobrze prezentuje się w midi, sama zaś spódnica może sprawiać wrażenie staroświeckiej i nudnej.

## Historia

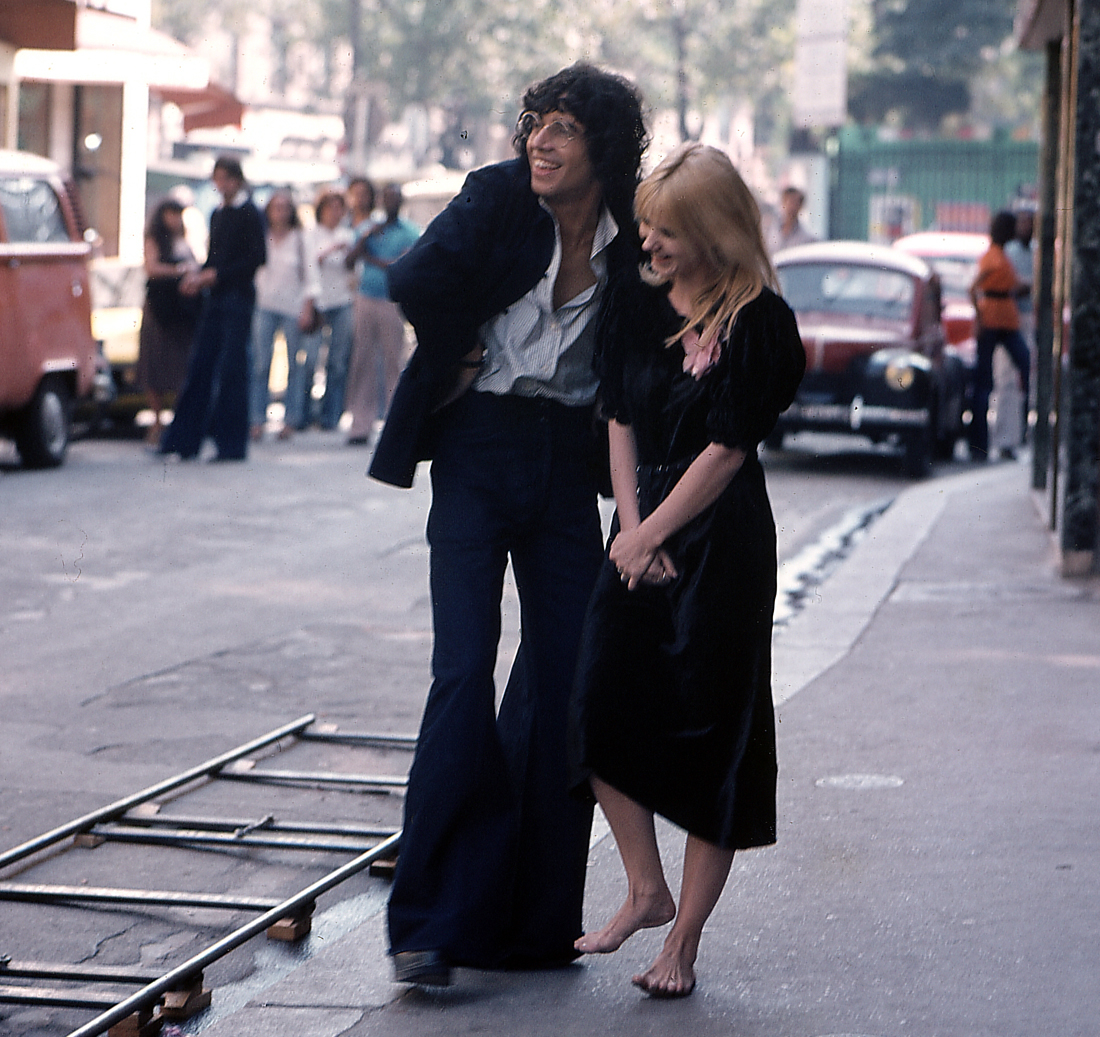
Miou-Miou w sukience midi w 1975 roku

Od lat 20. XX wieku długość spódnicy, w języku angielskim określana od lat 30. XX wieku specjalnym terminem hemline, zaczęła odgrywać rolę w świecie mody. W każdym kolejnym sezonie czasopisma o modzie, a nawet media masowego przekazu donosiły, ile centymetrów nad ziemią powinien znajdować się brzeg spódnicy. U projektantów i kobiet podążających za najnowszymi trendami nastała prawdziwa „obsesja” na punkcie długości spódnicy. Do XX wieku długość spódnicy nie odgrywała aż tak ważnej roli w modzie kobiecej w krajach zachodnich. Spódnice kobiet pracujących były ze względów praktycznych krótsze, w innych przypadkach sięgały podłogi. Jedynie w latach 80. XVIII wieku i latach 30. XIX wieku spódnice odkrywały kostki u nóg.
W XX wieku długość spódnicy w modzie podlegała więc ciągłym niewielkim zmianom, np. w 1929 i w okresie wielkiego kryzysu spódnice sięgały do połowy łydki, podczas wojny długość utrzymywała się na wysokości kolana, a po wojnie i do połowy lat 50. XX wieku spódnice zakrywały kolana. W latach 60. XX wieku młode kobiety, które chciały modnie wyglądać, nosiły minispódniczki.
W 1967 roku, gdy w dalszym ciągu trwał szczytowy okres popularności minispódnicy, brytyjski projektant mody Ossie Clark przedstawił publiczności „konserwatywną” spódnicę midi. W tym samym roku spódnicę długości midi nosiła aktorka Faye Dunaway w filmie Bonnie i Clyde, przyczyniając się do jej upowszechnienia. W roku 1969 średnia długość spódnicy była wyraźnie lansowana przez francuskie domy mody – modele midi pojawiały się ponad pięć razy częściej niż mini i prawie dziewięć razy częściej niż maksi. Rok później wydawca i właściciel wpływowego czasopisma „Women's Wear Daily”, John Fairchild, ogłosił minispódniczkę „martwą” i zaanonsował spódnicę midi. W ślad za nim inni dyktatorzy mody, producenci odzieży i sprzedawcy zaczęli lansować spódnice midi, które miały zastąpić w szafach zbyt seksowne minispódniczki, stanowiąc powrót do kobiecości i zmysłowości. W celu jej spopularyzowania wśród klientek i zwiększenia sprzedaży kobiecy personel domów towarowych obowiązkowo nosił spódnice midi. Podczas gdy jedne kobiety zaaprobowały spódnicę midi, inne sprzeciwiły się jej noszeniu. Przeciwniczki uważały midi za postarzającą, brzydką i staroświecką, zaś uznanie mini za już niemodne i lansowanie midi za chwyt taktyczny, mający na celu zwiększenie zysku branży odzieżowej. Amerykanki pamiętające erę Flower Power, o mentalności „zrób to sama” (ang. Do It Yourself, skrót DIY), tworzyły zorganizowane grupy, aby protestować i przeciwstawiać się dyktaturze projektantów mody i nowemu stylowi dłuższej spódnicy. Zamiast dyktatu projektantów domagały się, by podążali oni za życzeniami kobiet, jeżeli chodzi o sposób ubierania się.
Redaktorzy kontrkulturalnego magazynu „Rags” z San Francisco w artykule opublikowanym w październiku 1970 roku publicznie nazwali spódnicę midi „kapitalistycznym spiskiem”. W dodatku spódnica midi była ich zdaniem matronowata, niewygodna i przestarzała. „The New York Times” w sierpniu 1974 roku ogłosił, że dla midi biją dzwony pogrzebowe. Codzienna gazeta z Fresno w Kalifornii „The Fresno Bee” nawet wydrukowała nekrolog mówiący o tym, że spódnica midi umarła, albowiem została odrzucona przez amerykańskie kobiety. We współczesnej historii mody wprowadzenie midi na rynek okazało się jedną z największych porażek marketingowych.
Rozbieżność opinii doprowadziła do spadku sprzedaży spódnic – który sprawił, że w 1971 minispódniczki powróciły na półki butików. Spór wokół midi i mini z początku lat 70. XX wieku uwidocznił rosnącą akceptację publiczną dla trendów w modzie promujących spódnice krótsze oraz objawił zmianę w świadomości kobiet, wynikającą z osiągnięć ruchu wyzwolenia kobiet – kobiety stały się na tyle niezależne, by nie podążać potulnie za kaprysami projektantów mody. Współcześnie sklepy z odzieżą oferują klientkom spódnice każdej długości: maksi, midi, mini i mikro, a wybór długości spódnicy zależy głównie od indywidualnych preferencji danej kobiety.